# Liar (песня Jelly Roll)
«Liar» — песня американского музыканта Джелли Ролла, выпущенная 2 августа 2024 года на лейбле Bailee & Buddy в качестве второго сингла из его десятого студийного альбома Beautifully Broken. Песня была написана самим Джелли Роллом, Беном Джонсоном, Эшли Горли и Тейлором Филлипсом, а спродюсирована Заком Кроуэллом.

## История
Джелли Ролл дебютировал с песней на Grand Ole Opry 16 апреля 2024 года, во время которого он сказал зрителям, что, возможно, никогда не выпустит её. Он исполнил её ещё раз на 59-й церемонии вручения премии Academy of Country Music Awards 16 мая 2024 года. В интервью перед ACM он сказал, что все ещё «на грани» по поводу выпуска песни 2 августа песня была официально выпущена на стриминговых сервисах.

## Композиция и текст
В песне Джелли Ролл сталкивается со своими пристрастиями и пагубными мыслями, которые он изображает как голос в его голове, призывающий его продолжать злоупотреблять наркотиками и материализмом и убеждающий его, что он слишком разбит, чтобы найти любовь. Джелли Ролл признает пагубные последствия поддавания своим соблазнам и готов их преодолеть, говоря своему внутреннему голосу в припеве: «You ain’t nothin' but a liar / Yeah, I walk right out the fire / Yeah, you try to keep me down / Try to put me underground / But I’m only going higher» («Ты не кто иной, как лжец / Да, я выхожу прямо из огня / Да, ты пытаешься удержать меня внизу / Пытаешься загнать меня под землю / Но я поднимаюсь только выше»). Инструментальная часть состоит из гитарных рифов, ударов барабанов и хора вокалистов на заднем плане.

## Музыкальный видеоклип
Музыкальный видеоклип был выпущен вместе с синглом. В нём Джелли Ролл поет песню посреди темной, полуразрушенной гостиной, а во время припева сталкивается со своим отражением в зеркале.

## Чарты
| Чарт (2024—2025)                             | Высшая позиция |
| -------------------------------------------- | -------------- |
| Австралия Country Hot 50 (The Music)         | 1              |
| Канада (Billboard Canadian Hot 100)          | 31             |
| Канада (All-Format Airplay, Billboard)       | 1              |
| Канада Rock (Billboard)                      | 12             |
| Канада Country (Billboard)                   | 1              |
| США (Billboard Hot 100)                      | 31             |
| США (Billboard Country Airplay) ·            | 1              |
| США (Billboard Hot Country Songs)            | 5              |
| США (Billboard Hot Rock & Alternative Songs) | 5              |
| США (Billboard Rock Airplay)                 | 6              |

| Чарт (2024)                                   | Позиция |
| --------------------------------------------- | ------- |
| США (Hot Rock & Alternative Songs, Billboard) | 85      |

## Сертификации
| Регион                                                                      | Сертификация | Продажи |
| --------------------------------------------------------------------------- | ------------ | ------- |
| Канада (Music Canada)                                                       | Платиновый   | 80 000  |
| Данные о продажах + прослушиваниях приведены только на основе сертификации. |              |         |